# 847 Agnia
847 Agnia је астероид главног астероидног појаса са пречником од приближно 28,04 .
Афел астероида је на удаљености од 3,041 астрономских јединица (АЈ) од Сунца, а перихел на 2,524 АЈ. 
Ексцентрицитет орбите износи 0,092, инклинација (нагиб) орбите у односу на раван еклиптике 2,484 степени, а орбитални период износи 1695,829 дана (4,642 године). 
Апсолутна магнитуда астероида је 10,29 а геометријски албедо 0,172.
Астероид је откривен 2. септембра 1915. године.